# 浦安市郷土博物館
浦安市郷土博物館（うらやすしきょうどはくぶつかん）は、千葉県浦安市にある、浦安の自然・歴史・文化に関する体験型博物館。

## 概要
かつて、漁師町として栄えた浦安の歴史を保存をするために、2001年（平成13年）4月1日に開館された。
1991年（平成3年）に浦安市教育委員会により建設準備が開始され、1998年（平成10年）6月には学校教育に活用検討委員会が設置された。しかし、同年の浦安市長選挙の結果、博物館の転用を公約とした松崎秀樹が当選し、12月15日に当館の開設を巡って市民検討委員会に諮問することを市長が表明した。その方針に反発した浦安市議会は1議員以外の全員が発議に加わり、特別委員会を設置して追求するなど政争に陥り、計画より1年遅れて開館することになった。
2003年（平成15年）7月には、当地の伝統的な木造漁船の「打瀬船」を復元された。2008年（平成20年）11月には、漁場汚染で漁業の町に壊滅的な打撃を与えた「黒い水事件（江戸川漁業被害）」についての企画展を開催し、この事件の水質汚濁が漁業権の放棄に繋がって埋め立てが進んで海苔養殖が衰退した歴史の調査を進め、2010年（平成22年）2月に「黒い水事件」について漁師らの生の証言を収録した報告書として「ハマん記憶を明日へ」を刊行し、2011年（平成23年）6月にはその第2巻を刊行した。

## 展示内容

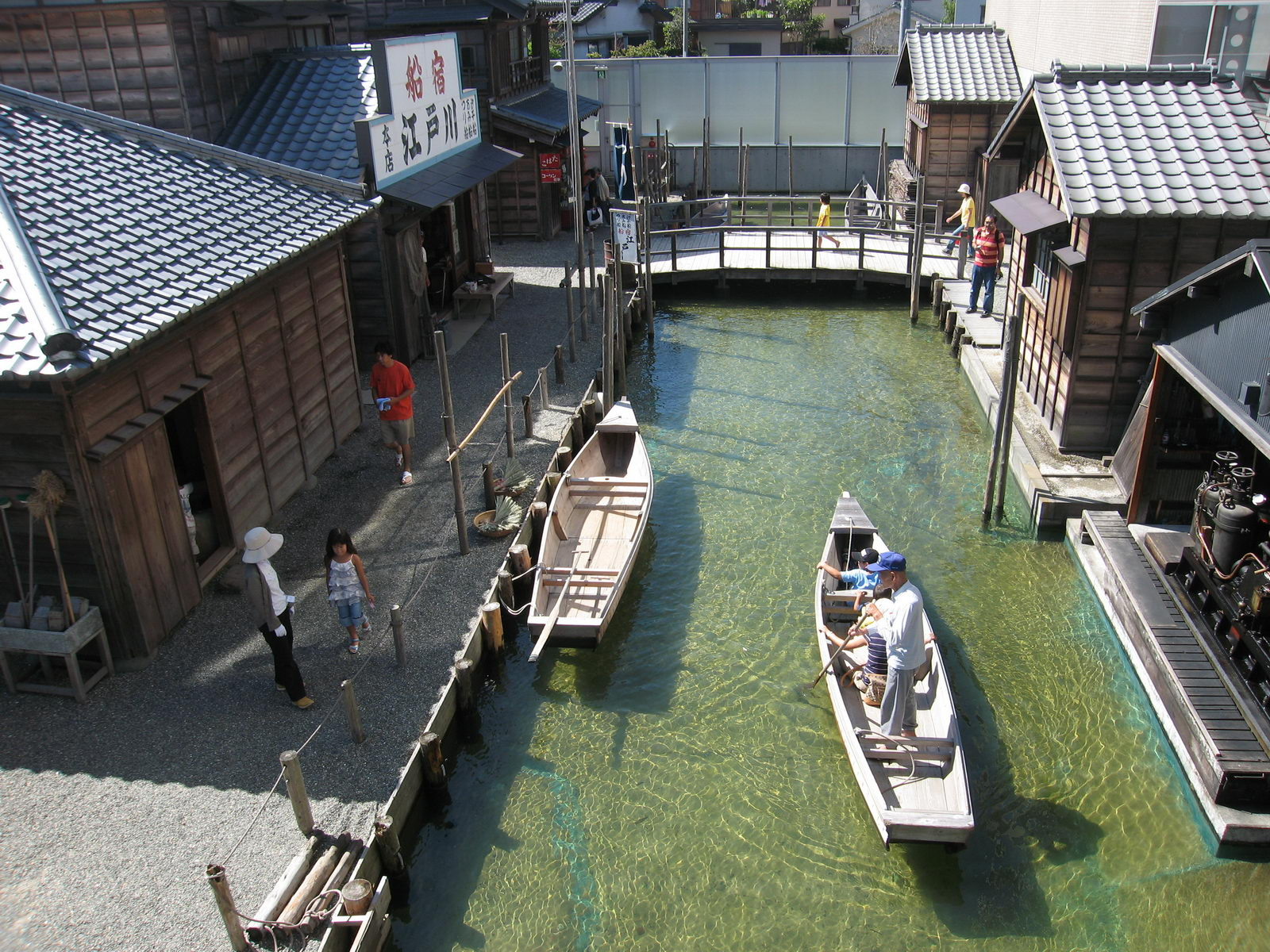
屋外展示場「浦安のまち」

「すべてに開かれた博物館」「生きている博物館」「リピーターの呼べる博物館」「学校教育に活かせる博物館」をコンセプトにしている。
年配のボランティアが活気ある博物館を支え、「青べか物語」でも有名なベカ舟の体験や製作が間近に見られる。
- 屋外展示場「浦安のまち」　昭和27年ごろの浦安を野外に再現[1]
- 船の展示室「海を駆ける」　ベカ舟製造の実演
- テーマ展示室「海とともに」　水槽、ジオラマ、各種映像展示

## 利用情報
- 開館時間 : 9:30～16:30
- 休館日 : 毎週月曜、年末年始、館内整理日
- 入館料 : 無料

## アクセス
- バス
  - 東京メトロ東西線浦安駅
  - JR東日本京葉線 新浦安駅から東京ベイシティ交通「東京ベイシティ交通」7系統で「市役所前」下車、おさんぽバスおさんぽバス医療センター線で「健康センター・郷土博物館」下車、またはおさんぽバス舞浜線で「市役所・健康センター」下車
  - JR東日本京葉線 舞浜駅から東京ベイシティ交通「東京ベイシティ交通」ベイシティバス6系統で「市役所前」下車または、おさんぽバス舞浜線で「市役所・健康センター」下車

- 自動車
  - 首都高速道路湾岸線 浦安ICから5分。

## その他
- マスコットはアサリとベカ舟の組み合わせ「あっさり君」[12]。